# Chiwonga
Chiwonga ist ein Verwaltungsbezirk (englisch Ward) des Distrikts Newala in der tansanischen Region Mtwara.

## Geografie
Chiwonga liegt im Südosten von Tansania etwa 90 Kilometer Luftlinie westlich der Regionshauptstadt Mtwara. Der Bezirk grenzt im Norden an Ngunja, im Osten an Luagala, im Südosten an Nandwahi, im Südwesten an Maputi und im Westen an Nambali. Bei der Volkszählung 2022 lebten 6187 Menschen in 1887 Haushalten auf einer Fläche von 60 Quadratkilometern.

## Gliederung
Der Bezirk besteht aus sechs Gemeinden (Mtaa) mit 15 Orten (Kitongoji):
| Chiwonga - Mkoto - Azimio - Chindola - Chilumbe - Kilimahewa | Chihwindi - Azimio - Juhudi | Chikuti - Mangameno - Dimene | Pachanne - Mbebede - Misufini | Ukombozi - Bondeni - Kilimani | Mmulunga - Godauni - Nang'umba |

## Infrastruktur
- Bildung: Die Mmulunga Secondary School ist eine staatliche weiterführende Tagesschule, die Jugendliche bis zur 4. Stufe ausbildet.[7]
- Gesundheit: In Chiwonga gibt es eine staatliche Apotheke, die auch kleine chirurgische Eingriffe vornimmt.[8]
- Wasser: Mit der Hilfe von Spenden aus Deutschland und der Schweiz wurde 2024 ein Tiefbrunnen gebohrt. Das Wasser aus 200 Meter Tiefe sichert auch die Versorgung in der Trockenzeit.[9]